# Greatest Hits (álbum de Mariah Carey)
Greatest Hits é o primeiro álbum de grandes êxitos da artista musical estadunidense Mariah Carey, lançado nos Estados Unidos em 4 de dezembro de 2001 pela Columbia Records. É um álbum duplo de grandes sucessos:O CD 1 é basicamente uma coleção de sucessos de Carey de 1990 a 1995, enquanto o CD 2 é basicamente uma coleção de sucessos de 1996 a 2000. Em 2011, o álbum foi relançado fora dos EUA com a mesma lista de faixas, sob o título de The Essential Mariah Carey. O álbum já vendeu mais de 5 milhões de cópias.

## Histórico
Em 2001, Mariah Carey deixou a gravadora Columbia Records e assinou contrato com a Virgin Records. Por razões contratuais, a cantora ainda precisava lançar mais um trabalho sob o selo da Columbia, e a gravadora tinha como única opção publicar uma nova coletânea.
Greatest Hits chegou às lojas mundiais em fins de 2001, com bem pouco controle criativo por parte de Mariah Carey. Diferentemente de #1's, nenhum comentário pessoal da artista foi escrito para o encarte.
Em uma entrevista concedida à MTV Brasil em dezembro de 2001, alguns dias depois do lançamento do álbum duplo, Mariah Carey afirmou que Greatest Hits não abrange toda a sua carreira. "Há muitas músicas que foram grandes sucessos", declarou Carey, "mas muitas das músicas de meus discos que não são tão conhecidas, e que justamente são algumas das minhas favoritas, não saíram na coletânea, mesmo sendo um álbum duplo".

## Conteúdo
A maioria dos singles lançados por Mariah Carey durantes os anos de 1990 a 2000 estão presentes em Greatest Hits. Nos Estados Unidos, os dois discos ao todo reuniram 27 músicas de trabalho.
No resto do mundo, a coletânea trouxe duas faixas bônus: o dueto com o grupo irlandês Westlife em "Against All Odds (Take a Look at Me Now)" e a versão remixada de "All I Want for Christmas is You" (chamada "So So Def Remix", com participação de Jermaine Dupri e de Lil' Bow Wow).
A edição japonesa inclui também o compacto "Open Arms"; a versão álbum de "All I Want For Christmas Is You"; a faixa "Music Box", que nunca fora lançada como compactoe e está presente no disco "Music Box" (1993); e "Never Too Far/Hero Medley".
Todas as faixas de #1's estão presentes em Greatest Hits, exceto "Whenever You Call" (um dueto com Brian McKnight) e "Do You Know Where You're Going To" (disponível apenas nas edições internacionais de #1's). Por outro lado, nenhuma faixa de Glitter, lançado em setembro de 2001, esteve presente na compilação. A edição japonesa foi a única a conter o medley de "Never Too Far/Hero", publicado pela Virgin Records.
Mariah Carey comentou a respeito das faixas inclusas em Greatest Hits: "Cada uma representa um ponto da minha vida", e indicou "Fantasy" e "Underneath The Stars" como as suas favoritas da coletânea.
Os compactos abaixo foram oficialmente lançados em LP/CD, tiveram um videoclipe, mas não estão presentes em nenhuma edição de Greatest Hits.
- "There's Got To Be A Way" (do álbum Mariah Carey, 1990)
- "If It's Over" (do álbum MTV Unplugged (EP), 1992)
- "Joy To The World" (do álbum Merry Christmas, 1994)
- "Miss You Most" (do álbum Merry Christmas, 1994)
- "O Holy Night" (do álbum Merry Christmas, 1994)
- "Breakdown" (do álbum Butterfly, 1997)
- "The Roof (Back In Time)" (do álbum Butterfly, 1997)
- "Crybaby" (do álbum Rainbow, 1999)
- "Loverboy" (do álbum Glitter, 2001)
- "Never Too Far" (do álbum Glitter, 2001)
- "Don't Stop (Funkin' 4 Jamaica)" (do álbum Glitter, 2001)
- "Last Night A DJ Saved My Life" (do álbum Glitter, 2001)

## Recepção da crítica
| Críticas profissionais | Críticas profissionais |
| Avaliações da crítica  | Avaliações da crítica  |
| Fonte                  | Avaliação              |
| ---------------------- | ---------------------- |
| Allmusic               | [ 1 ]                  |
| PopMatters             | (positiva)             |

Os fãs de Mariah Carey em geral receberam muito bem a compilação. Isto fica evidente pela marca de 1 milhão de cópias vendidas de Greatest Hits, o que granjeou ao álbum a certificação de disco de platina.
O site allmusic deu ao disco 4,5 estrelas (de um total de 5), chamando-o de "tão bom quanto é possível ser", mas criticou a duração da coletânea, ao dizer que "o tempo total dos dois discos é o ponto fraco, pois é simplesmente um pouco demais".
Amy Linden, da loja on-line Amazon.com, afirma que a "coleção dá provas de por que (…) Mariah estabeleceu o padrão para as divas", e no site o álbum também ganhou 4,5 estrelas (de um total de 5).

## Lista de faixas
| Greatest Hits – Edição padrão (CD1) |                                            |                                                                        |         |  |
| N.º                                 | Título                                     | Compositor(es)                                                         | Duração |  |
| 1.                                  | "Vision Of Love"                           | Mariah Carey Ben Margulies                                             | 3:31    |  |
| 2.                                  | "Love Takes Time"                          | Carey Margulies                                                        | 3:51    |  |
| 3.                                  | "Someday"                                  | Carey Margulies                                                        | 4:08    |  |
| 4.                                  | "I Don't Wanna Cry"                        | Carey Narada Michael Walden                                            | 4:51    |  |
| 5.                                  | "Emotions"                                 | Carey David Cole Robert Clivillés                                      | 4:10    |  |
| 6.                                  | "Can't Let Go"                             | Carey Walter Afanasieff                                                | 4:29    |  |
| 7.                                  | "Make It Happen"                           | Carey Cole Clivillés                                                   | 5:09    |  |
| 8.                                  | "I'll Be There" (com part. de Trey Lorenz) | Hal Davis Berry Gordy Willie Hutch Bob West                            | 4:26    |  |
| 9.                                  | "Dreamlover"                               | Carey Afanasief                                                        | 4:35    |  |
| 10.                                 | "Hero"                                     | Carey Afanasief                                                        | 4:20    |  |
| 11.                                 | "Without You"                              | William Peter Ham Tom Evans                                            | 3:37    |  |
| 12.                                 | "Anytime You Need A Friend"                | Carey Afanasieff                                                       | 4:27    |  |
| 13.                                 | "Endless Love" (dueto com Luther Vandross) | Lionel Ritchie                                                         | 4:21    |  |
| 14.                                 | "Fantasy"                                  | Carey Dave Hall Tina Weymouth Chris Frantz Steven Stanley Adrian Belew | 4:04    |  |
| Duração total:                      | Duração total:                             | Duração total:                                                         | 59:14   |  |

| Greatest Hits – Edição padrão (CD2) | | |         |  |
| N.º                                 | Título | Compositor(es) | Duração |  |
| 1.                                  | "One Sweet Day"                                                                                           | Carey Afanasieff | 4:43    |  |
| 2.                                  | "Always Be My Baby"                                                                                       | Carey Jermaine Dupri Manuel Seal                                                                                     | 4:20    |  |
| 3.                                  | "Forever"                                                                                                 | Carey Afanasieff | 4:01    |  |
| 4.                                  | "Underneath The Stars"                                                                                    | Carey Afanasieff | 3:33    |  |
| 5.                                  | "Honey"                                                                                                   | Carey Sean Combs Kamaal Fareed Steven Jordan Stephen Hague Ronald Larkins Bobby Robinson Larry Price Malcolm McLaren | 5:02    |  |
| 6.                                  | "Butterfly"                                                                                               | Carey Afanasieff | 4:36    |  |
| 7.                                  | "My All"                                                                                                  | Carey Afanasieff | 3:53    |  |
| 8.                                  | "Sweetheart" (com part. de Jermaine Dupri)                                                                | Rainy Davis Pete Warner                                                                                              | 4:24    |  |
| 9.                                  | "When You Believe" (com Whitney Houston)                                                                  | Stephen Schwartz Babyface                                                                                            | 4:36    |  |
| 10.                                 | "I Still Believe"                                                                                         | Antonina Armato Giuseppe Cantarelli                                                                                  | 3:57    |  |
| 11.                                 | "Heartbreaker" (com part. de Jay-Z)                                                                       | Carey Shawn Carter Walden Shirley Ellison Lincoln Chase Jeffrey Cohen                                                | 4:48    |  |
| 12.                                 | "Thank God I Found You" (com part. de Joe e 98 Degrees)                                                   | Carey James Harris III Terry Lewis                                                                                   | 4:20    |  |
| 13.                                 | "Can't Take That Away (Mariah's Theme)"                                                                   | Carey Diane Warren                                                                                                   | 4:34    |  |
| 14.                                 | "All I Want for Christmas is You" (So So Def Remix) (com part. de Jermaine Dupri e Bow Wow) (faixa bônus) | Carey Afanasieff | 3:43    |  |
| Duração total:                      | Duração total:                                                                                            | Duração total: | 56:21   |  |

| Greatest Hits – Faixas bônus da edição japonesa (CD2) |                                                                                             |                                   |         |  |
| N.º                                                   | Título                                                                                      | Compositor(es)                    | Duração |  |
| 14.                                                   | "Against All Odds (Take a Look at Me Now)" (com part. de Westlife)                          | Phil Collins                      | 3:21    |  |
| 15.                                                   | "All I Want for Christmas is You" (So So Def Remix) (com part. de Jermaine Dupri e Bow Wow) | Carey Afanasieff                  | 3:43    |  |
| 16.                                                   | "Never Too Far/Hero Medley"                                                                 | Carey Afanasieff Harris III Lewis | 4:48    |  |

## Desempenho nas paradas musicais
| Chart (2001–06)                         | Maior posição |
| --------------------------------------- | ------------- |
| Alemanha (Offizielle Deutsche Charts)   | 36            |
| Austrália (ARIA)                        | 47            |
| Áustria (Ö3 Austria Top 40)             | 40            |
| Bélgica (Ultratop Flandres)             | 45            |
| Bélgica (Ultratop Valônia)              | 31            |
| Canadá (Billboard)                      | 27            |
| Dinamarca (Hitlisten)                   | 10            |
| Escócia (Official Scottish Albums)      | 20            |
| Estados Unidos (Billboard 200)          | 52            |
| Estados Unidos (Top R&B/Hip Hop Albums) | 36            |
| Europa (Billboard European Albums)      | 32            |
| França (SNEP)                           | 3             |
| Irlanda (IRMA)                          | 34            |
| Itália (FIMI)                           | 25            |
| Japão (Oricon)                          | 3             |
| Nova Zelândia (RMNZ)                    | 11            |
| Países Baixos (Dutch Charts)            | 37            |
| Reino Unido (Official Albums Chart)     | 7             |
| Reino Unido (UK R&B Albums Chart)       | 1             |
| Suécia (Sverigetopplistan)              | 28            |
| Suíça (Schweizer Hitparade)             | 17            |

| Chart (2002)      | Posição |
| ----------------- | ------- |
| Japão (Oricon)    | 93      |
| Chart (2005)      | Posição |
| Reino Unido (OCC) | 40      |

## Vendas e certificações
| Região                                                                                             | Certificação | Vendas    |
| -------------------------------------------------------------------------------------------------- | ------------ | --------- |
| Austrália (ARIA)                                                                                   | 2× Platina   | 140,000^  |
| Brasil (Pro-Música Brasil)                                                                         | Platina      | 125,000*  |
| Estados Unidos (RIAA)                                                                              | Platina      | 1,230,000 |
| França (SNEP)                                                                                      | Ouro         | 137,600   |
| Hong Kong (IFPI Hong Kong Group)                                                                   | Ouro         | 10,000*   |
| Irlanda (IRMA)                                                                                     | Platina      | 15,000^   |
| Japão (RIAJ)                                                                                       | Platina      | 200,000^  |
| Nova Zelândia (RMNZ)                                                                               | Platina      | 15,000^   |
| Reino Unido (BPI)                                                                                  | Platina      | 600,000   |
| *números de vendas baseados somente na certificação ^distribuições baseadas apenas na certificação |              |           |